# 甘川紫菀
甘川紫菀（学名：Aster smithianus）是菊科紫菀属的植物，是中国的特有植物。分布在中国大陆的甘肃、四川等地，生长于海拔1,350米至3,400米的地区，多生长于亚高山沟坡草地、低山及石砾河岸，目前已由人工引种栽培。